# Grenada zászlaja
Grenada zászlaja 1974 óta Grenada nemzeti jelképe.
A sárga szín a napot és a nép barátságosságát szimbolizálja, a zöld a mezőgazdaságot, a vörös pedig a harmóniát, az egységet és a bátorságot. A hét csillag a sziget hét közigazgatási egységét képviseli. A szerecsendió arra emlékeztet, hogy ez a kis ország a világ második legnagyobb szerecsendió-termelője.